# Charles Noakes
Charles Noakes, né le 19 août 1997 à Sidcup, est un joueur français professionnel de parabadminton dans la catégorie petite taille, SH6. Il est actuellement licencié au BCSH (Badminton Club de Saint-Herblain).
Il est médaillé d'or aux Jeux Paralympiques de Paris 2024.

## Carrière sportive

### Débuts en compétition
En 2018, un an après ses débuts dans le parabadminton, Charles Noakes participe aux Championnats de France. Il y obtient une médaille d’argent en simple.
En août 2019, il rejoint le pôle espoirs de badminton du CREPS (Centre de ressources, d'expertise et de performance sportive) Pays de la Loire. Là-bas, un préparateur mental, une diététicienne mais aussi un préparateur physique l’accompagnent dans sa progression.

### Début de carrière internationale
En septembre 2019, il commence sa carrière internationale en participant à l’Open de Thaïlande. Il y obtient une médaille de bronze en double avec son coéquipier Fabien Morat. Dès lors, les grandes compétitions s’enchaînent à travers le monde : Danemark, Brésil et Pérou. À l’Open du Danemark en octobre 2019, il remporte une médaille d'argent en double et franchit un nouveau palier en simple avec une première qualification pour les quarts de finale d’une compétition internationale.
En janvier 2020, à Saintes, il devient champion de France en simple, pour la première fois. En février 2020, il décroche une nouvelle médaille d'argent en double à l'occasion de l'Open du Brésil, puis pour la première fois de sa carrière une médaille d'or lors de l'Open du Pérou.
En avril 2021, Charles décroche une médaille de bronze en simple et une première place en mixte à l'Open de Dubaï. Un mois plus tard, il va en Espagne où il remporte une médaille de bronze en simple, une médaille d'argent en mixte et une médaille d'or en double.
En juillet 2021, Charles conserve ses titres aux championnats de France pour la 2e année consécutive. Deux médailles d'or, en simple et en double, lui permettent de se positionner comme le meilleur joueur Français de sa catégorie.
En mars 2022, il fait une tournée en Espagne dont il revient avec trois médailles, deux médailles de bronze en simple et une médaille d'or en double. Quelques semaines après l'Espagne, il s'impose aux championnats de France pour s'assurer deux titres en simple et en double pour la 3e année consécutive. Le mois suivant, il ramène du Brésil, une médaille de bronze en simple et une médaille d'or en double. En juin, Charles remporte une médaille de bronze en simple et une médaille d'or en double à l'Open du Canada.
En août 2022, Charles participe à un tournoi international Level 1 (réservé aux 12 premiers mondiaux) en Thaïlande a Pattaya. Après être sorti de sa poule, Charles crée la surprise en sortant le numéro 2 mondial, Vitor Tavarès, en demi-finale. Il échoue de justesse en final face à CHU Man Kai originaire de Hong-Kong. Il obtient également une médaille d'argent en double avec son partenaire Fabien Morat.
En 2023, il remporte l'argent en simple et le bronze en doubles aux championnats d'Europe. Il est également deuxième de l'Open d'Espagne et troisième des Opens du Brésil, de Thaïlande, du Canada et du Japon.

### Jeux paralympiques de 2024
En préparation, il joue au Centre de ressources, d'expertise et de performance sportive de Poitiers de Nantes devant 500 jeunes qui crient son nom pour s'entraîner à tenir la pression du public.
En demi-finale, il bat Vitor Tavarès.
Le 2 septembre 2024, il devient champion paralympique en parabadminton en simple hommes de catégorie SH6, après une victoire en deux sets face au Britannique Krysten Coombs, sixième mondial.

## Engagement
Charles Noakes fait régulièrement des interventions dans des écoles, collèges et lycées pour sensibiliser les jeunes au handicap mais aussi pour expliquer les bienfaits du sport sur la santé. Ces sessions sont une opportunité pour Charles de partager son projet mais également pour les jeunes de découvrir une histoire, un parcours et un sport qu'ils peuvent pratiquer.
En 2020, il rejoint Futur Sport, association promouvant le sport et la jeunesse. Il participe, également cette année, à la signature de la convention de labellisation Pays de la Loire "Terre de Jeux 2024" en présence de Tony Estanguet, Président du Comité d'organisation des Jeux Olympiques et Paralympiques Paris 2024.
En 2021, la Mairie de Sautron continue d'afficher son soutien à Charles en l'accompagnant dans son projet sportif. Labellisée Terre de Jeux 2024, récemment, la ville de Sautron est très mobilisée autour de la promotion de la pratique et la découverte du sport ainsi que de ses valeurs.
Fin 2021, il est invité à partager une semaine à Tignes avec d'autres sportifs dans le cadre des "Étoiles du sport". Une semaine riche pour Charles qui retrouve des sportifs français tel que Florent Manaudou, Martin Fourcade, Alain Bernard ou encore Lucas Mazur.
En juin 2022, il devient également parrain de l'école Robert Doisneau, située à la Chapelle sur Erdre. Avec la complicité du directeur et des professeurs de l'école, les élèves ont réalisé un livre s'intitulant "Charles Noakes, notre parrainlympique".
En 2023, Charles tourne dans la série Vestiaire sur France 2, une série mettant en avant les personnes en situation de handicap.

## Palmarès

### Championnats de France
- Simple
  -  Champion de France en simple aux Championnats de France 2020[21], 2021[7] et 2022[9]
  -  Vice-champion de France en simple aux Championnats de France 2018 et 2019[22]
- Double
  -  Champion de France en double aux Championnats de France 2019, 2020[21], 2021[7] et 2022[9]
  -  Vice-champion de France en simple aux Championnats de France

### Compétitions internationales
- Médaillé d'or aux Jeux Paralympiques de Paris 2024
- Médaillé d'argent en simple au Tournoi International de Thaïlande en 2022[12]
- Médaillé d'argent en double au Tournoi International de Thaïlande en 2022[12]
- Médaillé d'or en double à l'Open du Canada en 2022[11]
- Médaillé de bronze en simple à l'Open du Canada en 2022[11]
- Médaillé d'or en double au Brésil en 2022[10]
- Médaillé de bronze en simple au Brésil en 2022[10]
- Médaillé de bronze en simple en Espagne (Carthagènes) en 2022[8]
- Médaillé d'or en double en Espagne (Vitoria) en 2022[8]
- Médaillé de bronze en simple en Espagne (Vitoria) en 2022[8]
- Médaillé d'or en double en Espagne en 2021[6]
- Médaillé en argent en mixte en Espagne en 2021[6]
- Médaillé de bronze en simple en Espagne en 2021[6]
- Médaillé d'or en double à l'Open de Dubaï en 2021[5]
- Médaillé de bronze en simple à l'Open de Dubaï en 2021[5]
- Médaillé d’or en double à l’Open du Pérou en 2020[23]
- Médaillé d’argent en double à l’Open du Brésil en 2020[24]
- Médaillé d’argent en double à l’Open du Danemark en 2019
- Médaillé de bronze en double à l’Open de Thaïlande en 2019

## Distinctions

### Décorations
Chevalier de la Légion d'honneur (décret du 23 septembre 2024)